# Бовешен
Бовеше́н (фр. Beauvechain, валлон. Bôvetchén, нидерл. Bevekom) — коммуна в Валлонии, расположенная в провинции Валлонский Брабант, округ Нивель. Принадлежит Французскому языковому сообществу Бельгии. На площади 38,58 км² проживают 6529 человек (плотность населения — 169 чел./км²), из которых 49,66 % — мужчины и 50,34 % — женщины. Средний годовой доход на душу населения в 2003 году составлял 14 796 евро.
Почтовый код: 1320. Телефонный код: 010.

## Города-побратимы
- Авор (Франция)